# Travis Taylor
Travis Taylor (Irvington, 25 aprile 1990) è un cestista statunitense.

## Palmarès
- Campionato austriaco: 2

Güssing Knights: 2013-14, 2014-15
- Campionato danese: 1

Bakken Bears: 2021-22
- Coppa d'Austria: 1

Güssing Knights: 2015
- Coppa di Bulgaria: 1

Rilski Sportist: 2018